# 1892 Lucienne
1892 Lucienne este un asteroid din centura principală, descoperit pe 16 septembrie 1971, de Paul Wild.